# Kanton Saint-Félicien
Der Kanton Saint-Félicien war bis 2015 ein französischer Wahlkreis im Arrondissement Tournon-sur-Rhône, im Département Ardèche und in der Region Rhône-Alpes. Hauptort (frz.: chef-lieu) war Saint-Félicien. Die landesweiten Änderungen in der Zusammensetzung der Kantone brachten im März 2015 seine Auflösung.
Der Wahlkreis war 137,14 km² groß und hatte 3864 Einwohner (Stand 2012). 

## Gemeinden
| Gemeinde           | Einwohner (Stand: 2022) | Code postal | Code Insee |
| ------------------ | ----------------------- | ----------- | ---------- |
| Arlebosc           | 361                     | 07410       | 07014      |
| Bozas              | 256                     | 07410       | 07039      |
| Colombier-le-Vieux | 677                     | 07410       | 07069      |
| Lafarre            | 45                      | 07520       | 07124      |
| Pailharès          | 288                     | 07410       | 07170      |
| Saint-Félicien     | 1114                    | 07410       | 07236      |
| Saint-Victor       | 961                     | 07410       | 07301      |
| Vaudevant          | 218                     | 07410       | 07335      |